# Ostramondra
Ostramondra ist eine Gemeinde im Landkreis Sömmerda in Thüringen. Sie gehört der Verwaltungsgemeinschaft Kölleda an, die ihren Verwaltungssitz in der Stadt Kölleda hat.

## Geografie
Ostramondra liegt am Südrand der Finne zwischen Thüringer Pforte und dem nördlichsten Weinanbaugebiet Freyburg (Unstrut). Zu Ostramondra gehört der Ortsteil Rettgenstedt. Durch Ostramondra verläuft der Bach Schafau, in den der Litterbach von Norden kommend einmündet.

## Geschichte
Erstmals wurde Ostramondra im Jahr 876 erwähnt. Der Ort gehörte zur Grafschaft Stolberg in Lehnschaft der Herzöge von Sachsen. Die Grafen zu Stolberg belehnten Hans Knauth 1461 mit Schloss Ostramondra samt Rittergut, Ort und Gerichtsbarkeit. Die adlige Familie Knauth hatte Ostramondra bis 1596/1612 im Lehnsbesitz. Es folgten als Besitzer von Schloss und Rittergut die Tangels, ab 1708 Heinrich von Bünau, ab 1770 von Sperling, ab 1829 Schubart sowie dessen Enkel von Müller-Schubart. Aus dieser Familie heiratete eine Tochter in die Familie von Krosigk ein.
Im April 1945 besetzte die US-Armee den Ort. Auch das Schloss wurde besetzt und der letzte Gutsherr Karl-Dedo von Krosigk (1889–1975) und dessen Schwester Elisabeth (1892–1946) ausquartiert. Nachdem die Amerikaner Anfang Juli 1945 von der sowjetischen Besatzungsmacht abgelöst worden waren, wurden die Krosigks entschädigungslos enteignet.
Das Wasserschloss stammt aus dem 18. Jahrhundert und wurde nach 1829 ausgebaut. Das Rittergut umfasste 438 ha und besteht aus sehr großen und soliden Wirtschaftsgebäuden. Zur Zeit der DDR beherbergte es eine große Schafzucht. 2010 standen die Gebäude weitgehend leer. Das Schloss ist restauriert und befindet sich mit Park in Privatbesitz.
Während des Zweiten Weltkrieges mussten 245 Kriegsgefangene sowie Frauen und Männer aus Russland, Polen, der Ukraine, Frankreich und Italien Zwangsarbeit auf dem Rittergut und bei Bauern Zwangsarbeit leisten.

### Einwohnerentwicklung
Entwicklung der Einwohnerzahl:
| - 1994 – 632 - 1995 – 627 - 1996 – 623 - 1997 – 616 - 1998 – 614 - 1999 – 615 | - 2000 – 613 - 2001 – 610 - 2002 – 608 - 2003 – 594 - 2004 – 591 - 2005 – 574 | - 2006 – 581 - 2007 – 588 - 2008 – 575 - 2009 – 582 - 2010 – 581 - 2011 – 533 | - 2012 – 528 - 2013 – 503 - 2014 – 497 - 2015 – 478 - 2016 – 463 - 2017 – 471 | - 2018 – 474 - 2019 – 476 - 2020 – 476 - 2021 – 466 |

 Datenquelle: Thüringer Landesamt für Statistik

## Politik

### Gemeinderat
Der Gemeinderat aus Ostramondra setzt sich aus 6 Ratsfrauen und Ratsherren zusammen.
- HV 1 Sitz
- FFW 2 Sitze
- Schützen 1 Sitz
- Tanzgruppe 1 Sitz
- Sportverein 1 Sitz

(Stand: Kommunalwahl am 26. Mai 2019)

### Wappen
Blasonierung: „In Grün schräg gekreuzt ein gestürztes goldenes Schwert und ein goldener Palmzweig, darüber eine silberne Lilie, darunter eine silberne Flachsblüte.“

## Wirtschaft und Infrastruktur

### Verkehr
Die Bundesstraße 176 führt durch den Ort. Die nördlich vorbeiführende Finnebahn Laucha–Kölleda, die an der Ostramondra einen Haltepunkt besaß, ist nicht mehr in Betrieb. Auf der stillgelegten Strecke verläuft heute der Finne-Wanderweg.

### Wasserver- und Abwasserentsorgung
Die Aufgabe der Wasserversorgung hat die Gemeinde auf den Trinkwasserzweckverband „Thüringer Becken“ übertragen. Die Aufgabe der Abwasserbeseitigung nimmt der Abwasserzweckverband „Finne“ im Auftrag der Gemeinde wahr.

## Kultur und Sehenswürdigkeiten

### Bauwerke
- Wasserschloss Ostramondra mit Park
- Evangelische Schlosskirche St. Marien
- Wirtschaftsgebäude des früheren Rittergutes
- Evangelische Pfarrkirche St. Bonifacius im Ortsteil Rettgenstedt
- Hofanlagen und -portale

### Museum
- Heimatstube

### Denkmäler
- Grabmal des Gutsherrn und preußischen Generalmajors Dedo von Krosigk (1856–1924) unter einer Baumgruppe östlich des Gutsparks

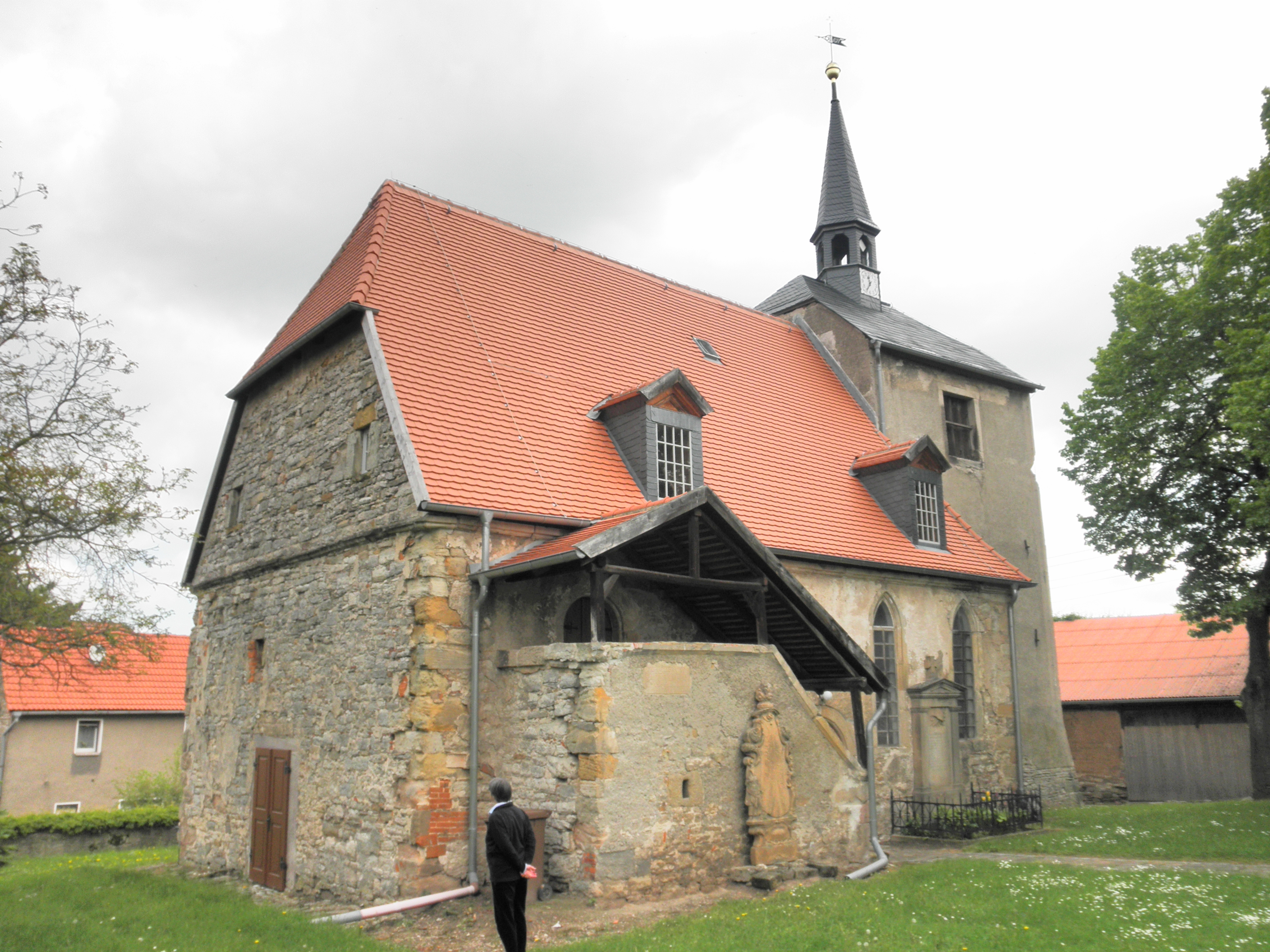
Evangelische Kirche St. Bonifatius in Rettgenstedt
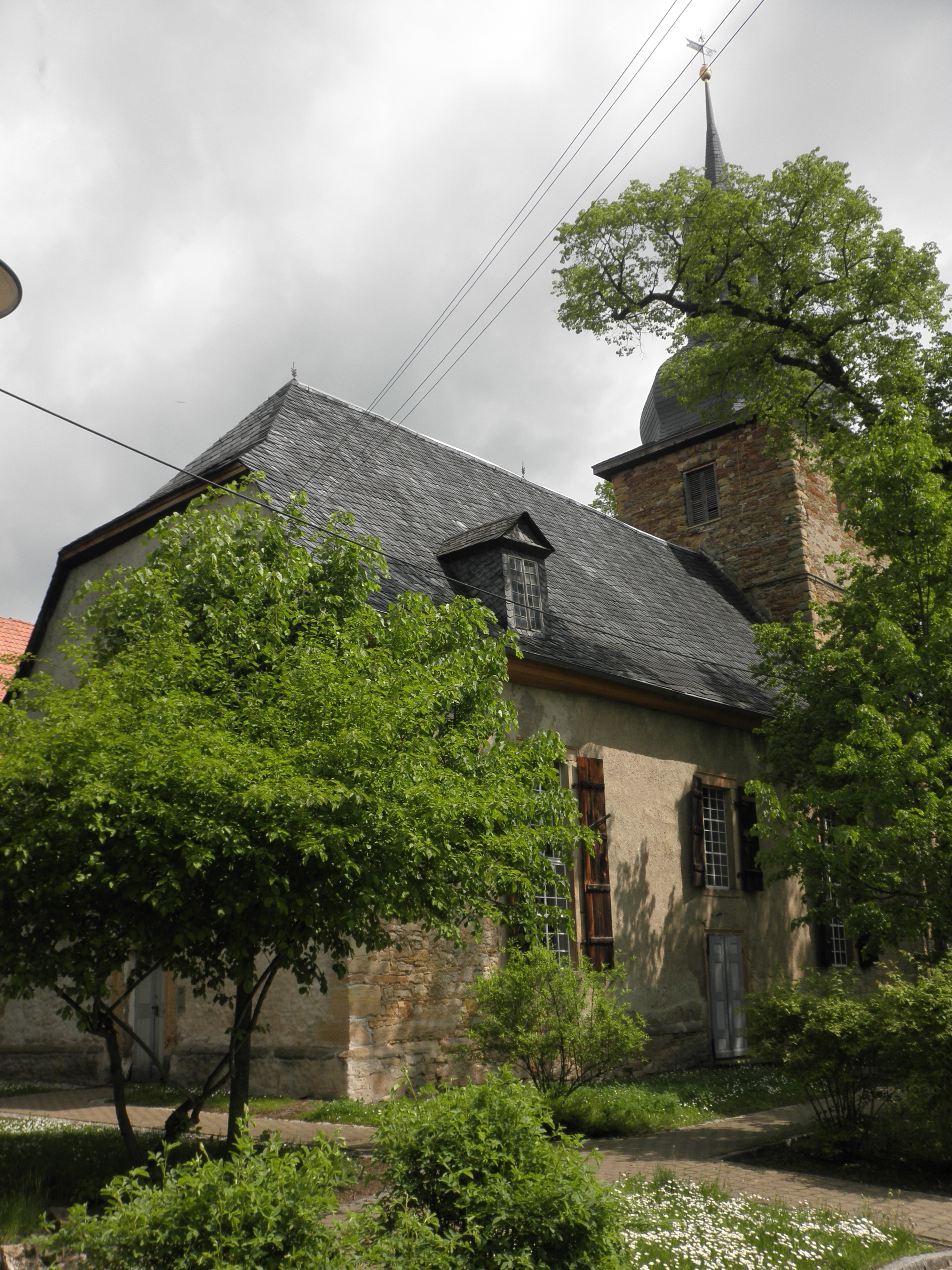
Evangelische Schlosskirche St. Marien in Ostramondra
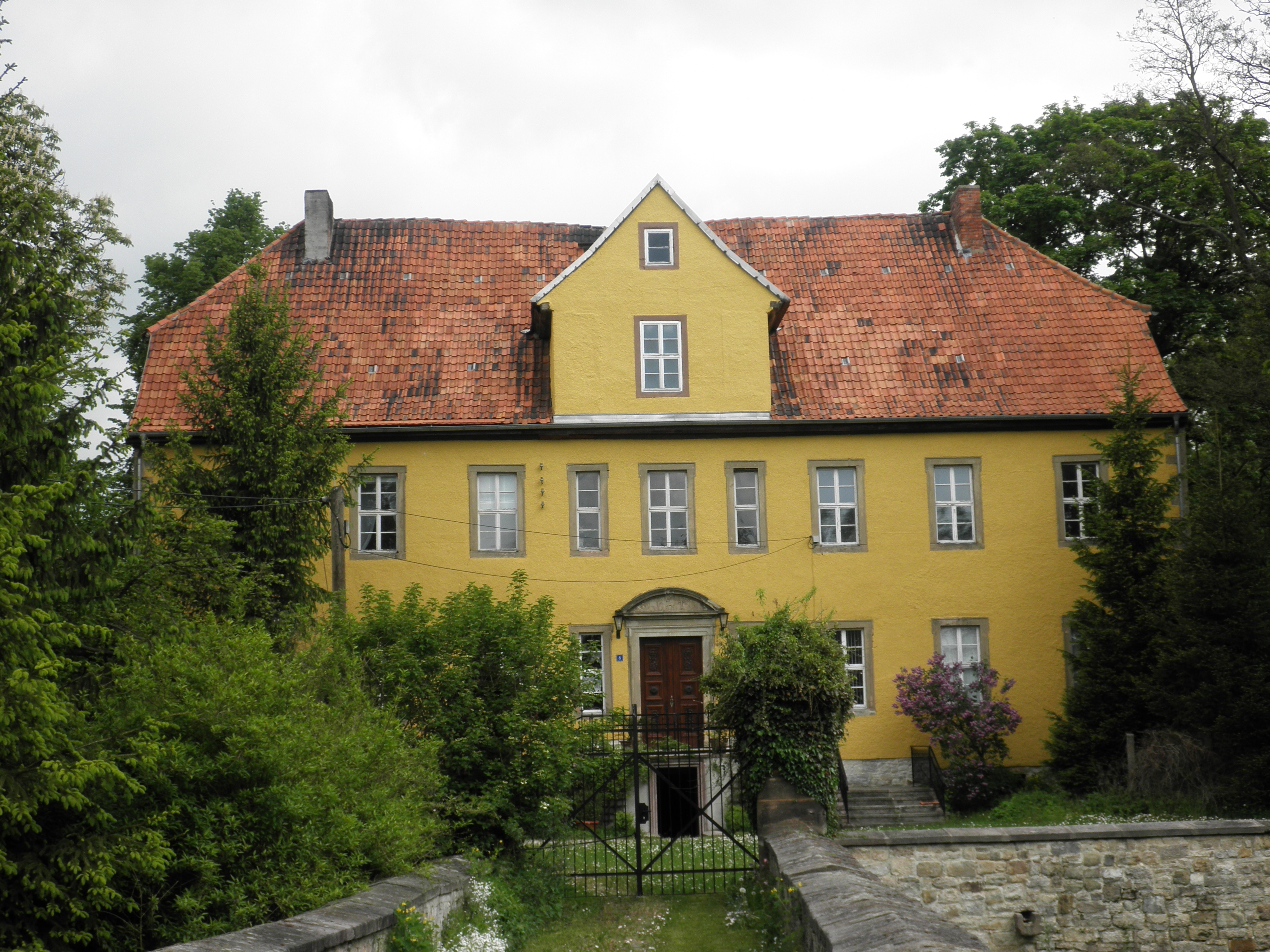
Wasserschloss Ostramondra
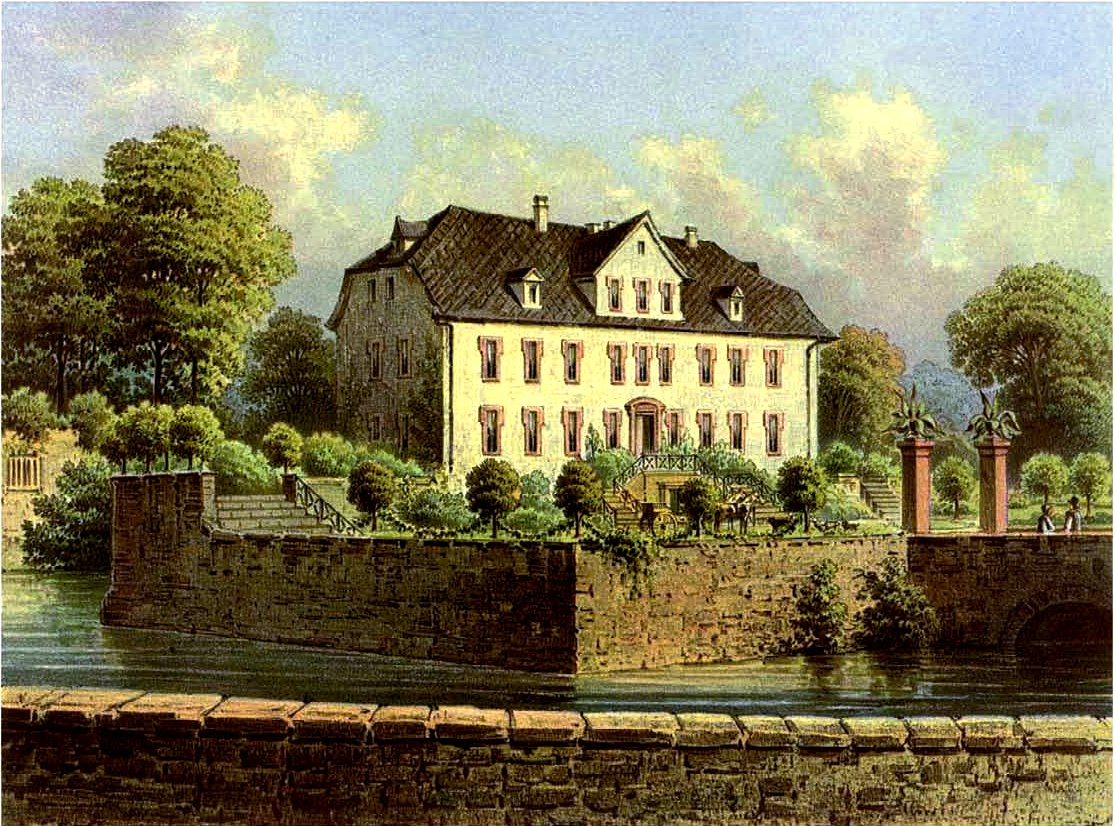
Schloss Ostramondra um 1860
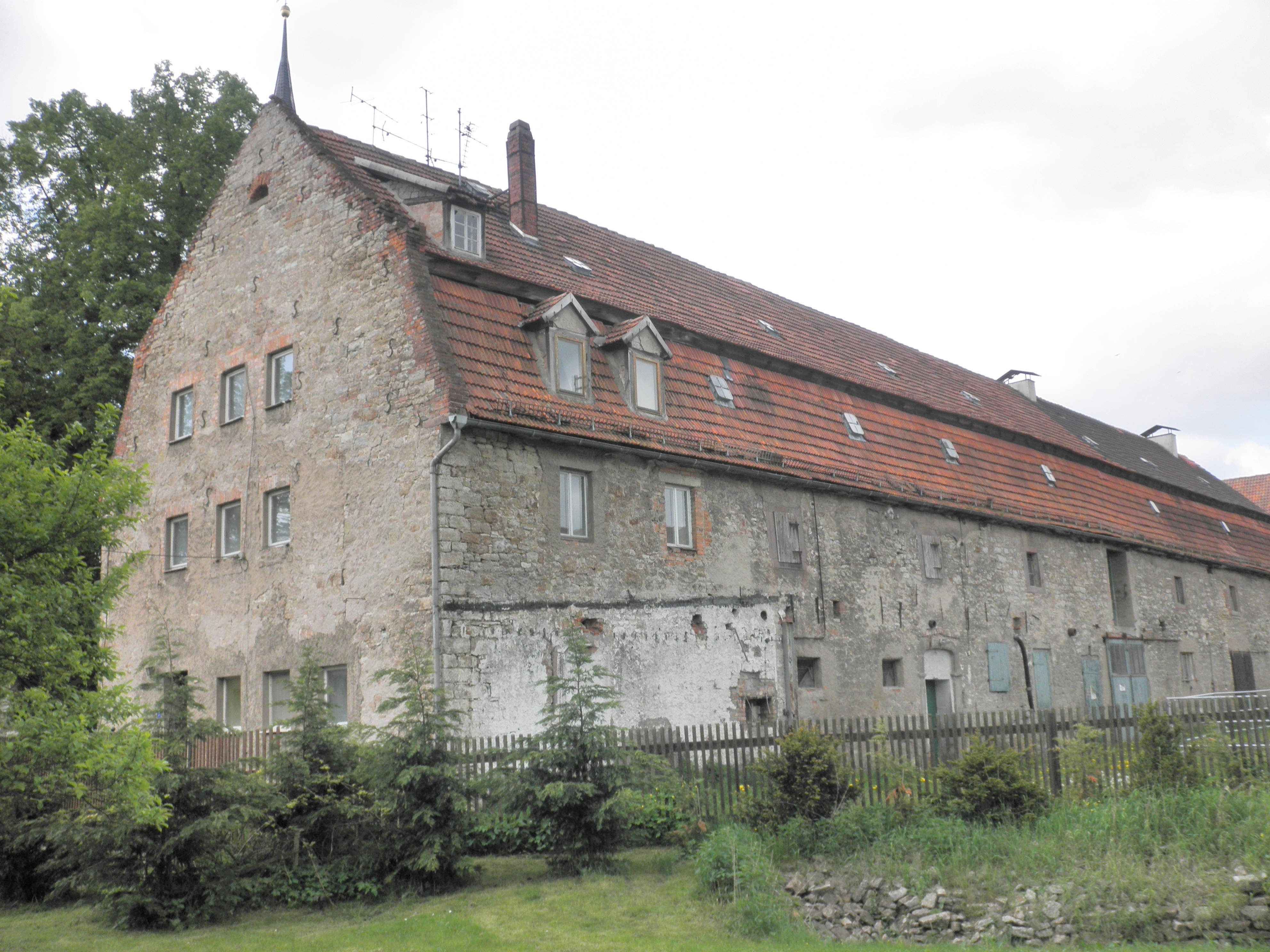
Gutsgebäude in Ostramondra
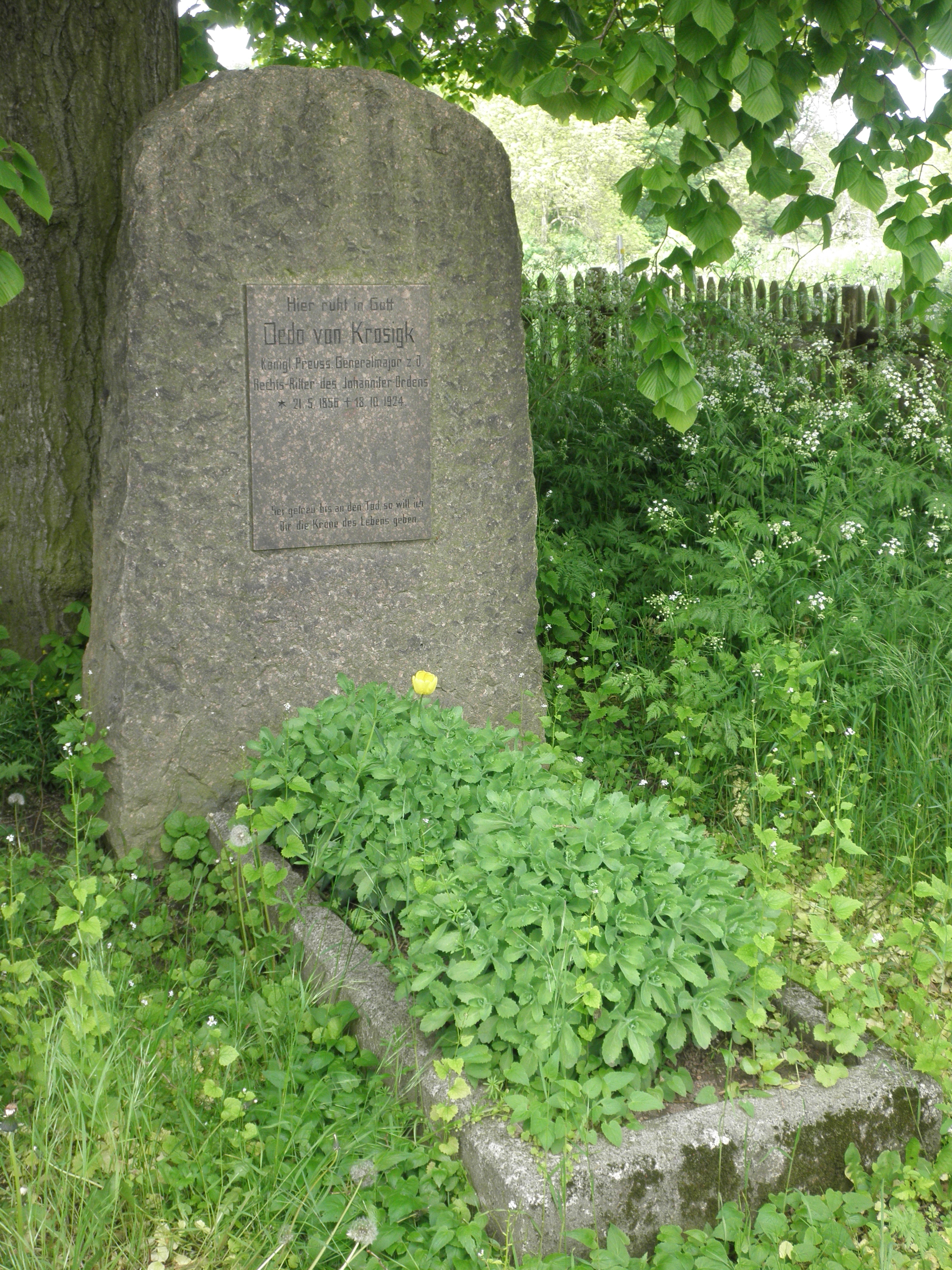
Grab des Gutsherrn Dedo von Krosigk

## Persönlichkeiten
- Georg Friedrich Kauffmann (1679–1735), Organist und Komponist des Barock
- Hans Rudolf von Bischoffwerder (1741–1803), Berater Friedrich Wilhelms II. von Preußen
- Johann Wilhelm Fuhrmann (1750–1780), evangelischer Theologe und Hochschullehrer an der Universität Kiel
- Dedo von Krosigk (1856–1924), Gutsherr, preußischer Generalmajor, Rechtsritter des Johanniterordens
- Kurt Ritter (1909–1944), Kommunist und Widerstandskämpfer